# Фантом 2040
«Фантом 2040» (англ. Phantom 2040) — американський фантастичний мультсеріал, створений по коміксу Фантом. Дизайн персонажів розробив  Пітер Чанг, творець мультсеріалу Aeon Flux.

## Сюжет
2040-й рік. Екологічна катастрофа і війни за ресурси початку XXI століття зруйнували крихку екосистему колись квітучої Землі. Багаті громадяни продовжують процвітати, проживаючи в дорогих об'єктах нерухомості на зразок веж, які підносяться над бідуючими кварталами. Жертви лих на Землі були змушені існувати на очищених від відходів і знівечених вулицях нещасних міст-держав.
У місті-державі під назвою Метропія (англ. Metropia), колись відомому як Нью-Йорк, найбільшому і найпотужнішому місті-державі на планеті, роботи виробництва корпорації «Максимум» (англ. Maximum Inc.) поступово побудували неприступний, сталевий міський центр, що складається з величезних житлових веж, з'єднаних мережею транспортних тунелів. «Біороботів» «Максимум» замінили собою величезну кількість людської сили, крім цього корпорація незаконно виробляє заборонених бойових біороботів, щоб сформувати особисту армію. «Максимум» планує побудувати фортецю Сайбервілль (англ. Cyberville), величезний центр життєзабезпечення, де найбільш багата і «найкраща» частина людства зможе вижити, коли екологія Землі буде зруйнована, і «Максимум» встановить контроль над Метропія.
Єдина надія людства вижити - Джунглі Примари, тисячі квадратних миль, що абсорбує отрути рослинності, здатної врятувати планету. Цей таємний джерело життя розташований під Метропія, де ніхто не знає про нього, але, на щастя, простий студент коледжу Кіт Вокер-молодший був обраний долею, щоб врятувати світ, надівши чорну маску і фіолетовий костюм і ставши 24-м Фантомом.
Справа Фантома передавалося від батька до сина, починаючи з XVI століття, і це змусило світ повірити, що над Фантомом не владний час. Кіт, 24-й Фантом, молодий, хто має сумнів і недосвідчений юнак, знаходить в собі мужність і силу, щоб боротися проти зла, яке загрожує знищити Землю.

## Персонажі
- Крістофер «Кіт» Вокер-молодший — 24-й Фантом, голос (Скот Валентін).
- Гуран — тренер Кіта, голос (Дж.Д. Холл).
- Джек Арчер — вчений і професор біології, голос (Алан Оппенхеймер).
- Спаркс — хлопчик сирота, кібер-серфер, голос (Памела Адлон).
- Сеган Круз — дівчина-коп з Метропії, голос (Леа Реміні).
- Елоіза Вокер — тітка Кіта, голос (Керрі Снодгресс).
- Ребекка Медісон — головний антагоніст, голова корпорації «Максимум», голос (Марго Кіддер).
- Максвелл Медісон-молодший — син Ребекки Медісон, голос (Джеф Бенетт).
- Графт — начальник служби безпеки корпорації «Максимум», кіборг, голос (Рон Перлман-1 сезон, Річард Лінч-2 сезон).
- Доктор Джек — тележурналіст, голос (Марк Гемілл).
- Мистер Кайро — продавець інформації, голос (Паул Вільямс).